# Su-9 (航空機・初代)
 Su-9 «K» / Су-9 «К»
Su-9 «K»
- 用途：戦闘爆撃機
- 設計者： スホーイ設計局
- 製造者：
- 運用者：試作のみ
- 初飛行：1946年
- 運用状況：退役

Su-9(スホーイ9、スホイ9；ロシア語:Су-9スー・ヂェーヴャチ)又は«K»(«К»カー)は、ソ連のスホーイ設計局で開発された戦闘爆撃機である。同時期により優れたYak-17やMiG-15などの開発が進んだこともあり、量産はされなかった。のちに同じ名称を持つ別の機体(Su-9)が生産されたため、現代では当機については「初めのSu-9」(Су-9 (Первый))と呼ぶことが多い。DoDが割り当てたコードネームはType 8。

## 概要
初めのSu-9(以後単に「Su-9」と表記)は、それまでSu-2レシプロ軽爆撃機の設計などの実績しかなかったスホーイ設計局にとって初のジェット機となった。第二次世界大戦下に鹵獲されたナチス・ドイツのMe 262に最終的な設計では影響を受け似通っていたが、元々はコピーではなかった。
当初、計画は「偉大なる戦闘機の王様」として知られていたポリカールポフ設計局のニコライ・ポリカールポフと中型爆撃機Yer-2の開発で知られるエルモラーエフ設計局のウラジーミル・エルモラーエフによって始められたが、1944年7月30日にはポリカールポフが胃癌で、12月31日にはエルモラーエフがチフスで相次いで没したことにより、計画は翌1945年3月にエルモラーエフ設計局を吸収したスホーイ設計局によって継承されることとなった。
Su-9は、1946年に初飛行を果たし、1947年8月3日にトゥーシノ飛行場で行われた航空パレードで公開され、三日後に最終飛行試験が開始された。飛行試験では1948年5月25日までに136回の飛行を終えてこれを完了した。最高時速885キロ、高度8,000メートル、44分の飛行時間を記録した。片方のエンジンが作動せずとも、良好な操縦性を維持していた。同機の生産は推薦されたものの、MiG-9やYak-15よりも開発が大幅に遅れたため、ソ連政府はこれを拒否し計画は中止された。また、このときアメリカ合衆国はSu-9の存在を確認し、「Type 8」という識別番号をつけた。番号を付与するという方式は正式名称の明らかにならない敵機であるソ連機を識別するために考案された手段であったが、あまり効率的ではなかったのでのちにいわゆるNATOコードネームに取って代わられた。
2基のRD-10(РД-10)ターボジェットエンジンを搭載していたSu-9だが、スホーイはエンジンをTR-1(ТР-1)に変更した発展型のSu-11 «LK»や、それをさらに改修したSu-13 «TK»などの開発も行ったが、Me 262に似すぎていることからヨシフ・スターリンから嫌われ、どの機体の量産化も認められなかった。加えて、大型後退翼機のSu-15 «P»の墜落、Su-17 «R»の開発失敗を拠り所にソ連中央よりサボタージュを行ったとして批判され、スホーイ設計局は閉鎖が命ぜられた。

## 各型
Su-9 / Су-9
RD-10エンジンを搭載した試作戦闘爆撃機。設計局名称として«K»(«К»カー)とも呼ばれた。 Su-9(«K»)
Su-11 / Су-11
TP-1エンジンを搭載した発展型。設計局名称として«LK»(«ЛК»エルカー)とも呼ばれた。
Su-13 / Су-13
前線戦闘機として開発された、Su-11の発展型。TP-1に換え、より強力なRD-500エンジンを搭載した。主翼はSu-11に比べ相対的な厚みを9 %まで減少され、水平尾翼は後退翼となった。設計局名称として«TK»(«ТК»テーカー)とも呼ばれた。

## スペック (Su-9)
- 全幅：11.20 m
- 全長：10.55 m
- 翼面積：20.20 m2
- 空虚重量：4,060 kg
- 通常離陸重量：5,890 kg
- 発動機：RD-10(РД-10) ターボジェットエンジン ×2
- 出力：900 kg/s ×2
- 最高速度：885 km/h
- 実用航続距離：1,200 km
- 最大上昇力：5,000 m/min
- 実用上限限度：12,800 m
- 乗員：1 名
- 武装：
  - 37 mm機関砲N-37(Н-37) ×1(弾数40発)、23 mm機関砲NS-23(НС-23) ×2(弾数2 門共通で200発)
  - 250 kg爆弾FAB-250(ФАБ-250) ×2、または500 kg爆弾FAB-500(ФАБ-500) ×1(但し、爆弾搭載に際しては37 mm機関砲は機体から降ろす必要あり)

## 運用国
- ソビエト連邦